# Auel
Pour la romancière homonyme, voir Jean M. Auel.
Ne doit pas être confondu avec Auel (Belgique).
Auel est une municipalité du Verbandsgemeinde Loreley, dans l'arrondissement de Rhin-Lahn, en Rhénanie-Palatinat, dans l'ouest de l'Allemagne.